# Franco de Lieja
Franco de Lieja (fallecido c. 1083) fue un matemático del siglo XI que trabajó en la cuadratura del círculo. Fue canciller (certificado en 1057) y más tarde maestro de la escolanía de la Catedral de Lieja (antes de 1066-después de 1083).
Alrededor de 1050 escribió su obra "De quadratura circuli", en la que explica sus trabajos dedicados a la cuadratura del círculo. También se le ha considerado autor del tratado musical "Quaestiones in musica", principalmente atribuido a Rudolf de San Trond. Sigeberto de Gembloux le atribuye otras obras, entre ellas la vida de algunos santos, un poema (lingo crucis) y un tratado sobre los días de las témporas (De Jejunio IIIIor temporum).
Fue maestro de Cosmas de Praga.